# Flavocavaína
Flavocavaínas são uma classe de calconóides encontrados na planta Piper methysticum, popularmente conhecida como Kava. Atualmente, foram identificados três tipos: flavocavaína A, flavocavaína B e flavocavaína C.

## Tipos

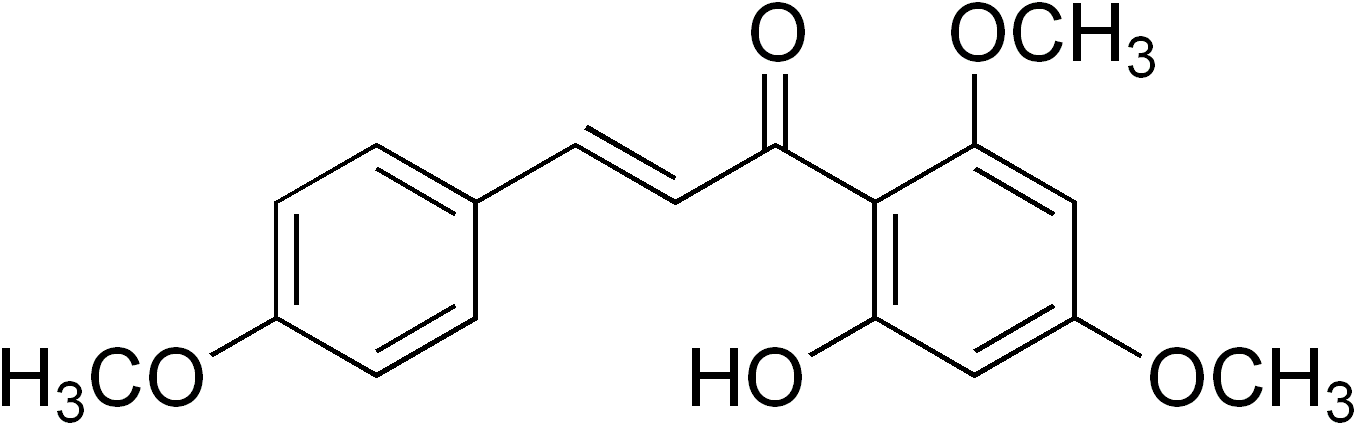
Flavocavaína A
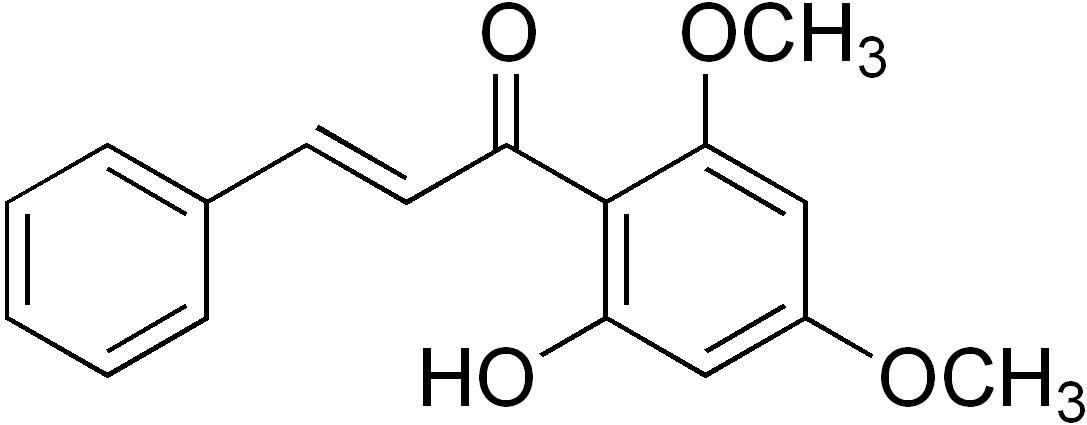
Flavocavaína B
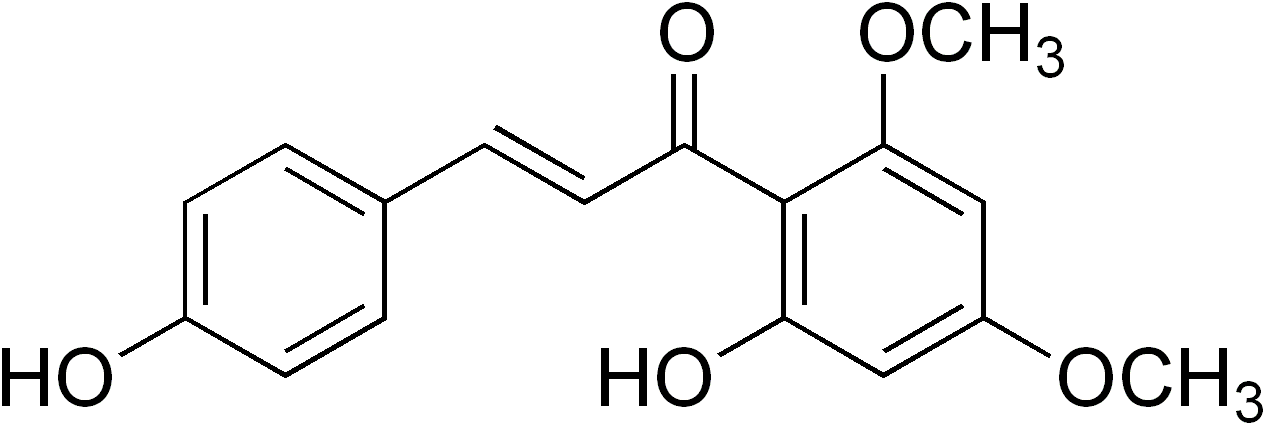
Flavocavaína C